# Daphnopsis angustifolia
Daphnopsis angustifolia är en tibastväxtart som beskrevs av John Wright och August Heinrich Rudolf Grisebach. Daphnopsis angustifolia ingår i släktet Daphnopsis och familjen tibastväxter. Utöver nominatformen finns också underarten D. a. nipensis.